# 聖賽迪斯修院
聖賽迪斯修院（Surb Tadeosi vank; 波斯語：‎, Kelisā-ye Tādeus moghadas）是一座坐落于伊朗西亞塞拜然省的古亚美尼亚修道院。它被认为是世界上最早的教堂建筑之一。
它也称作Kara Kilise（“黑色教堂” ，波斯語：‎, Qare Kelisā）, 距离查尔迪兰城20公里。 远处可见这座修道院和具有亚美尼亚特色的圆锥屋顶。
这座修道院是朝拜聖賽迪斯的圣地，于2020年被联合国教科文组织列入非物质文化遗产名录。

## 历史与结构

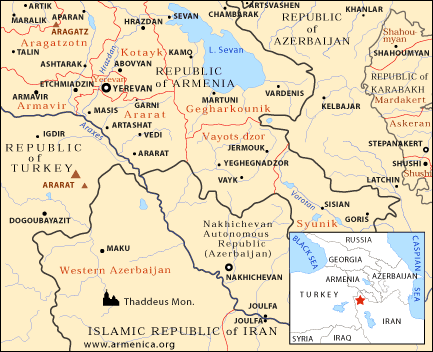
标记出聖賽迪斯修院位置的区域地图

按照亚美尼亚使徒教会的传统，猶達·達陡，也叫聖猶達（与加略人猶大不同），令亚美尼亚和波斯地区皈依基督教。聖猶達殉难于亚美尼亚，根据相同的传统，他被尊为亚美尼亚教派的使徒。相传现址上早在前66年就有人特地建造过一座用来纪念他的教堂。
由于这座修道院在1319年的地震中受损后得到大规模重建，目前它保留下来的原始结构很少。尽管如此，半圓形後殿周围的一些部分建成于7世纪。
这座建筑绝大多数的现存结构建立于1811年，由卡扎尔王子阿巴斯·米爾札主持重建工作。修道院道长西蒙在教堂西侧建立了一个类似于前廊的附加结构。
西侧的扩展区域复制了埃奇米阿津主教座堂——亚美尼亚使徒教会发源的教堂。19世纪新增的部分由砂岩砖石构造。最早建成的部分有黑白的石块，因此得名“Qara kilise”，在突厥语中意为“黑色教堂”。
2008年7月，聖賽迪斯修院和同一个省区的另两座亚美尼亚古建筑——聖士提凡諾斯修院和佐爾佐爾堂——均被列入联合国教科文组织世界遗产名录。

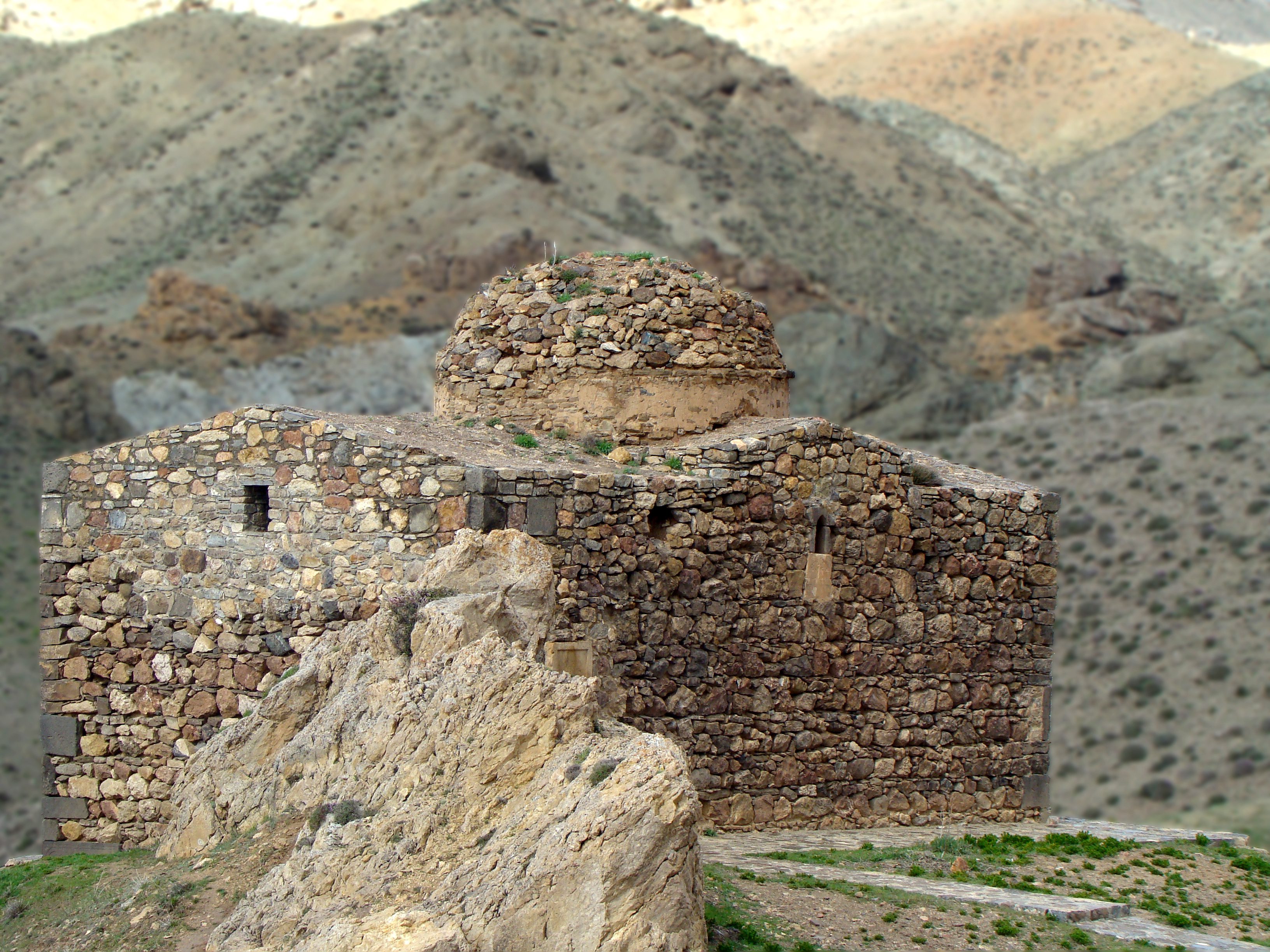
修道院附近的扎卡里教堂

## 重要细节

### 使徒聖猶達与巴多罗买
按照亚美尼亚教会的传统，使徒聖猶達与巴多罗买于前45年在整个亚美尼亚地区宣扬上帝的教义，很多人转变信仰，无数基督教地下团体就此成立。
古代基督教历史学家Moses of Khorene讲述了下面的故事，绝大多数现代历史编纂学者都把这故事看作一则传说。
聖猶達使埃德薩王阿布加尔五世皈依基督教。在他去世后，亚美尼亚王国分裂成两部分。他的儿子 Ananun自我加冕为埃德薩王，而他的外甥Sanatruk统治着亚美尼亚。约前66年，Ananun下达命令在埃德薩处死聖猶達。国王已皈依基督教的女儿与聖猶達一同殉道。  据说她的陵墓位于聖賽迪斯修院附近。

### 活动
聖賽迪斯修院在2016年7月14-16日举办了每年的庆典和朝圣活动。这项活动于2020年12月被联合国教科文组织列为非物质文化遗产。

## 图集

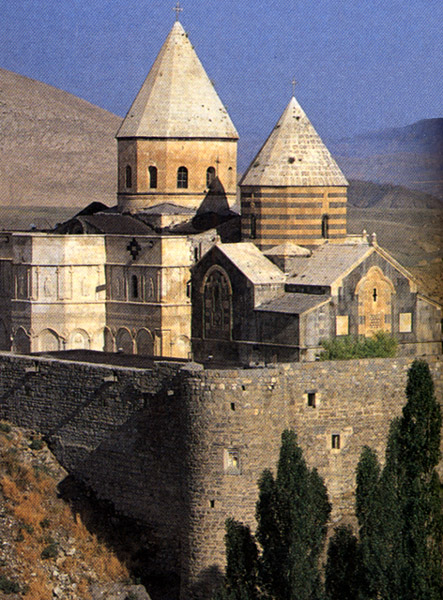
建筑群
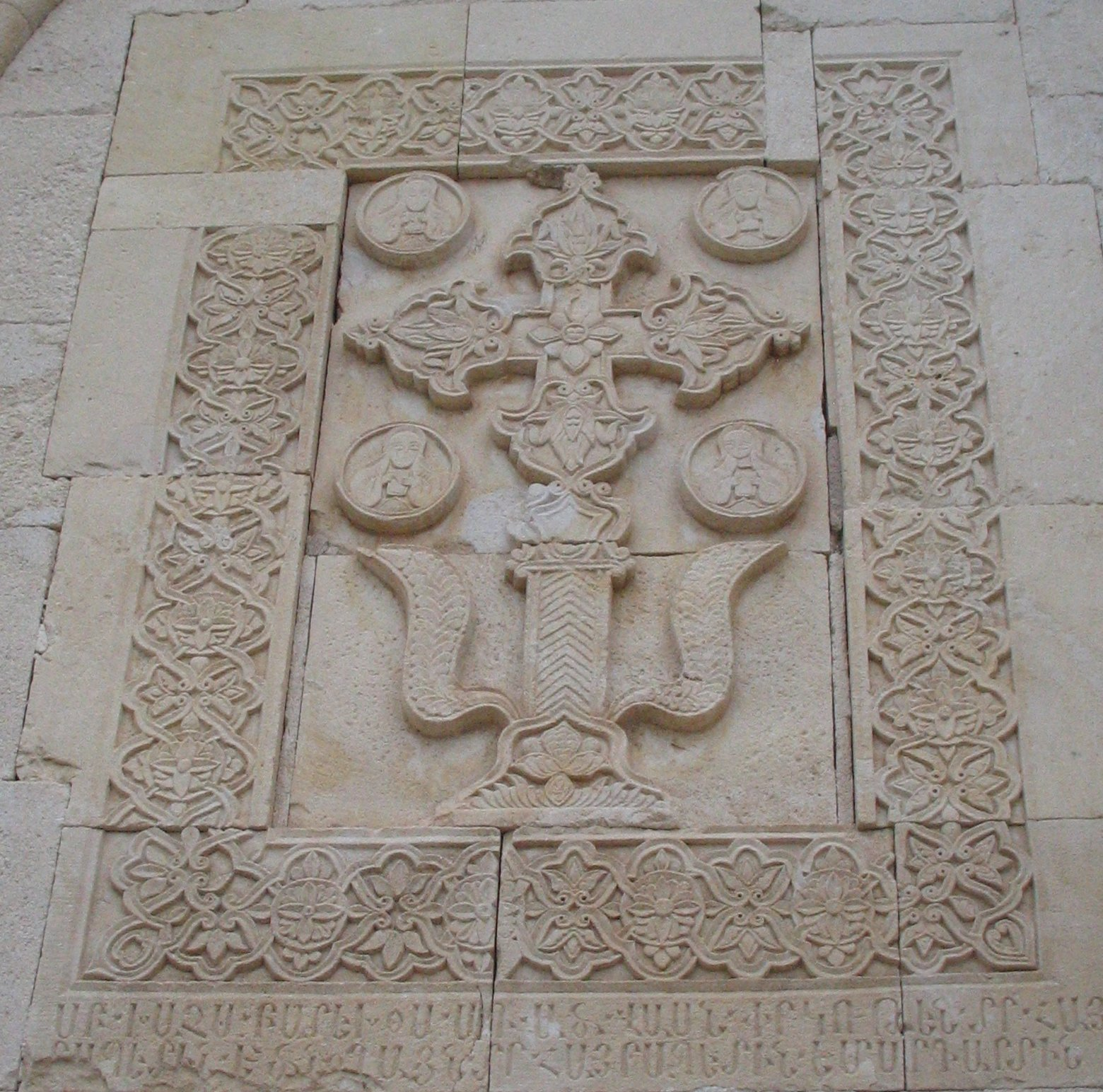
墙壁上的雕刻花纹
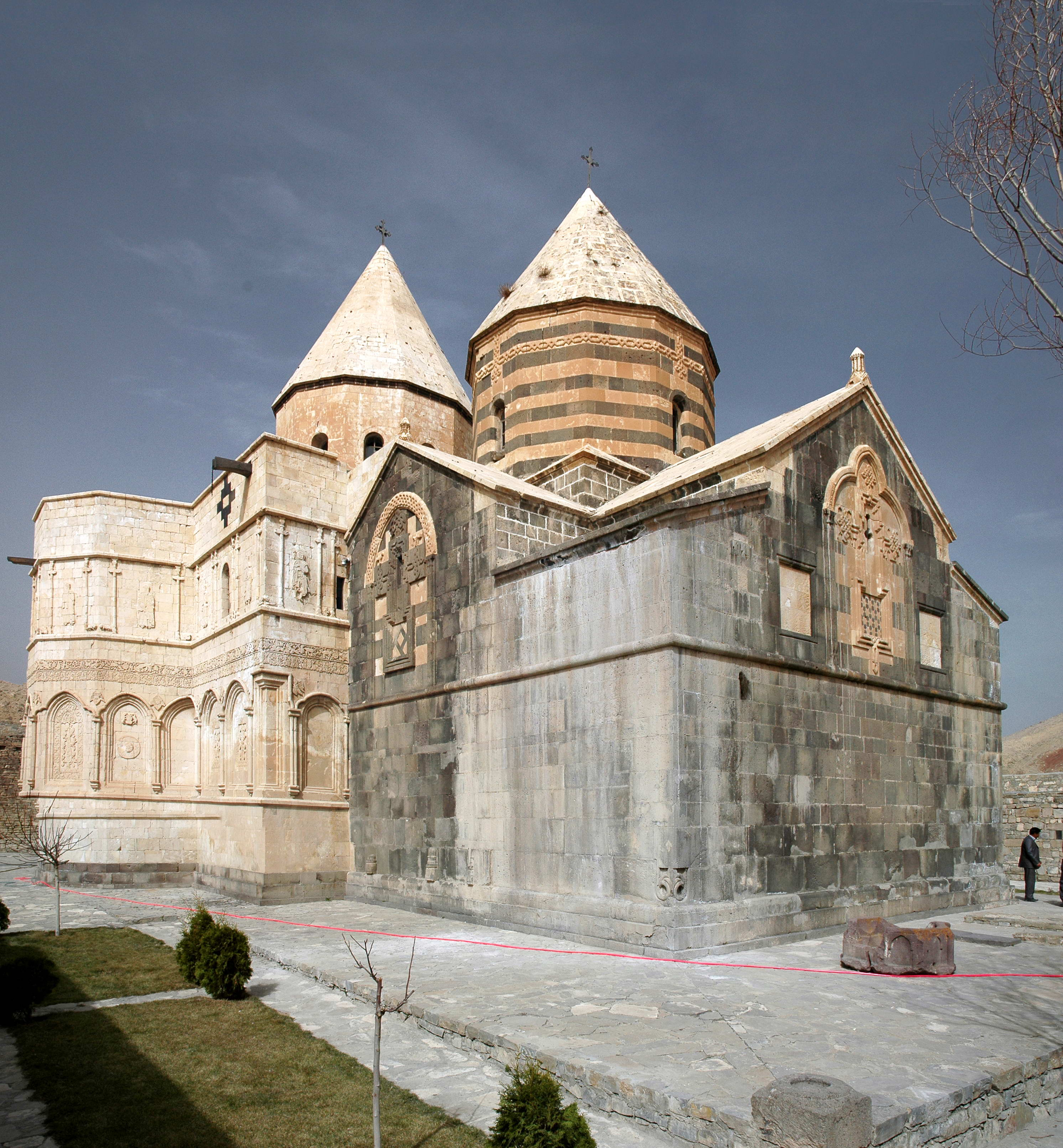
修道院
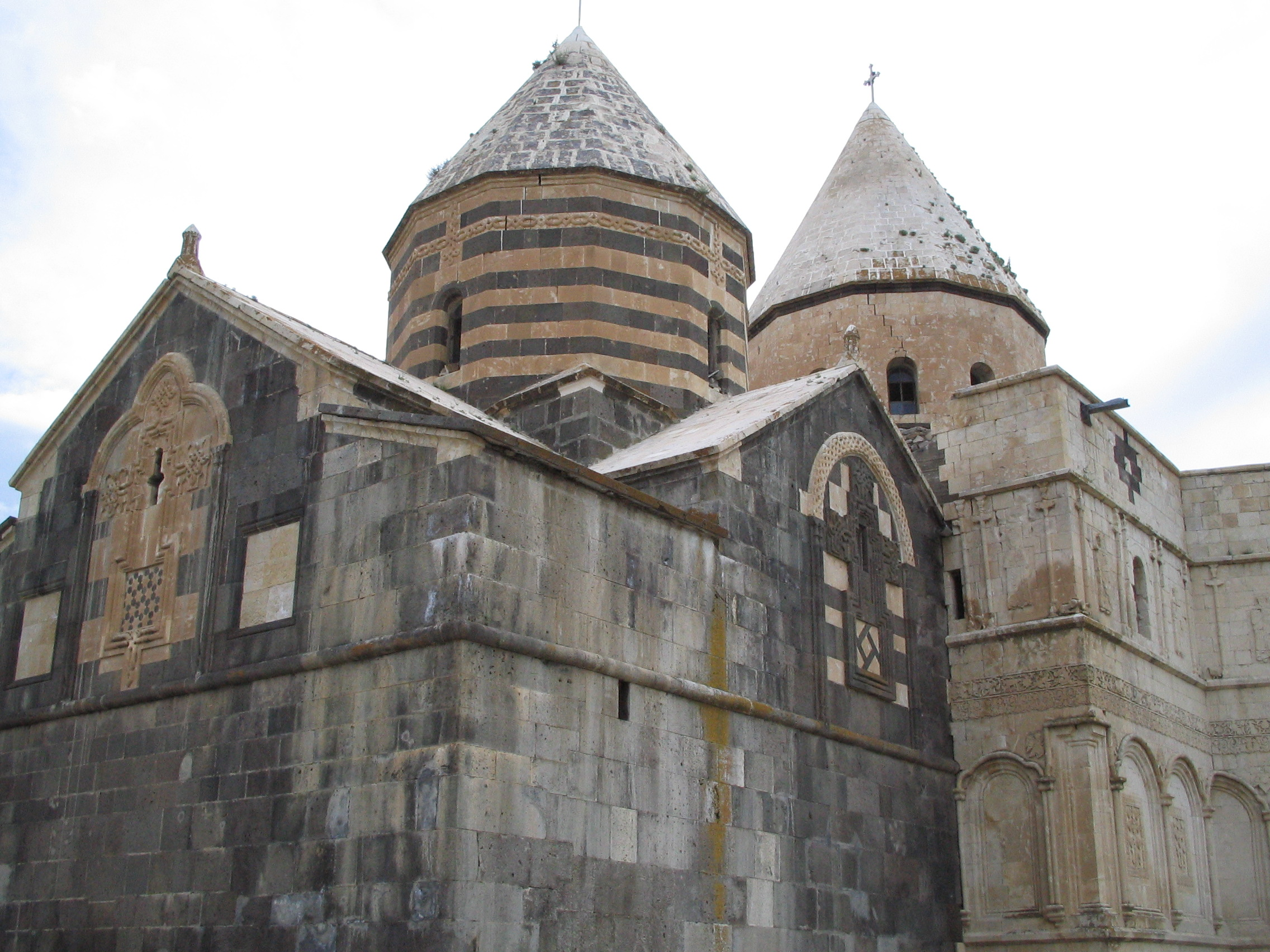
修道院另一视角
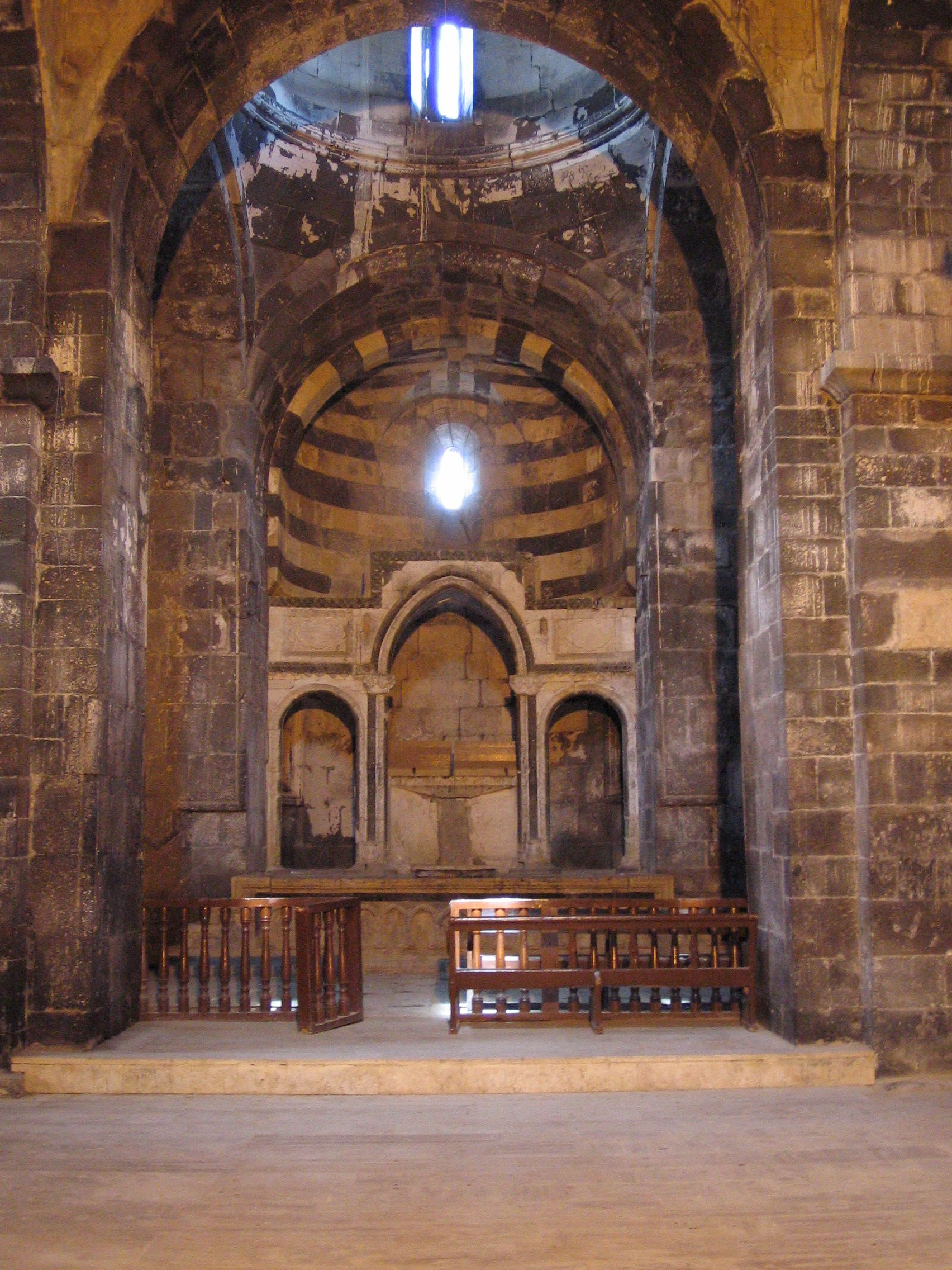
内景
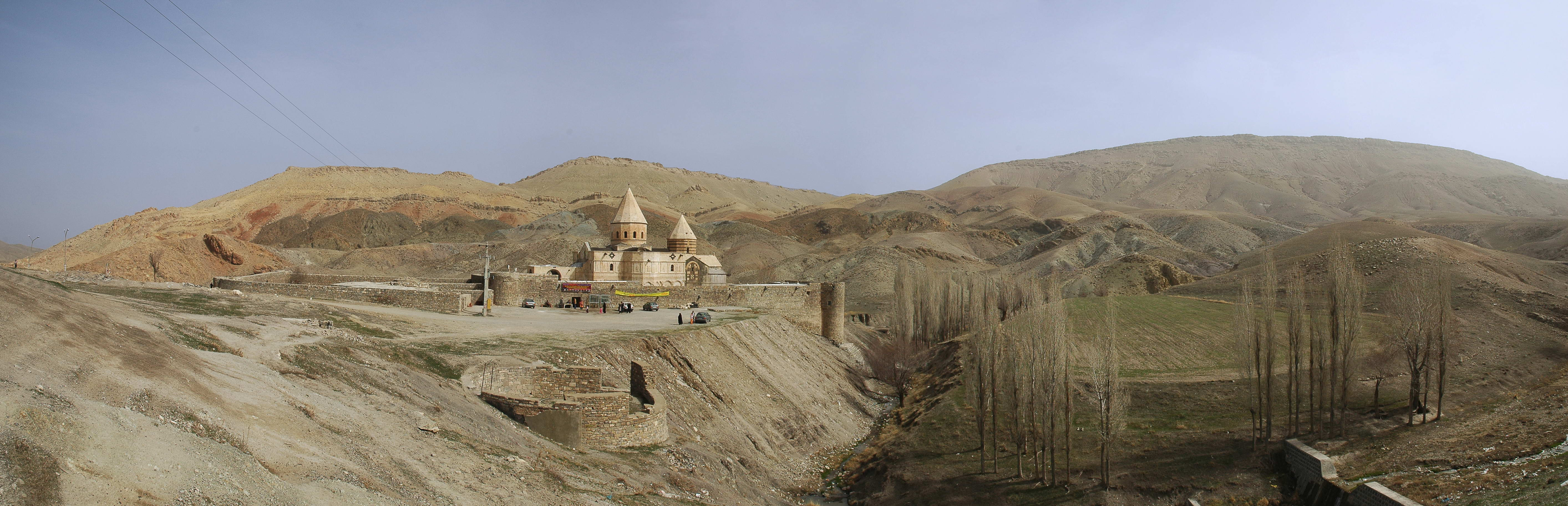
外部全景图

## 另请参见
- 佐爾佐爾堂
- 聖士提凡諾斯修院